# Рaчет и Кланк
Рaчет и Кланк (енгл. Ratchet & Clank) је анимирана научнофантастична комедија из 2016. у продукцији Rainmaker Entertainment-а и дистрибуцији Gramercy Pictures, заснован на истоименој серији видео игрица компаније Insomniac Games. Филм је режирао Кевин Манро, корежирала је Џерика Клиланд, а синхронизацијске улоге су остварили Пол Џијамати, Џон Гудман, Бела Торн, Росарио Досон и Силвестер Сталоне. Џејмс Арнолд Тејлор и Дејвид Кеј понављају своје улоге као насловни ликови заједно са Џимом Вордом и Армином Шимерманом.
Филм садржи оригиналну причу засновану на видео игрици Ratchet & Clank из 2002. коју су написали Монро, Гери Свалоу и Т. Ј. Фикман, који је почео да пише за серију са трилогијом Ratchet & Clank Future. Поред неколико чланова глумачке екипе из игара, Инсомниак је допринео продукцији филма развојем ликова, сценаријем и анимацијом. Након објављивања 29. априла 2016, филм је добио негативне критике и зарадио 14 милиона долара широм света уз буџет од 20 милиона долара. У Србији је премијера филма била од 26. маја 2016. године. Дистрибуцију и синхронизацију је радила Blitz Film & Video Distribucija.

## Радња
Рачет је одувек желео да буде један од Кваркових арогантних галактичких свемирских ренџера. Мисли да коначно има прилику да се извуче из монотоније своје мале гараже за поправку свемирских бродова, када сазна да Кварк прима нове чланове. Нажалост, Кварк, по кратком поступку, одлучује да Рачет није херој. У исто време, сплеткарски негативац Дрек, који кује заверу широм галаксије, уништава планету Тенемуле једном експлозијом свог новог оружја - Разарача планета. Те ноћи, Рачет буди кап капсуле за бекство, а дрхтави робот Кланк за длаку бежи од Дрејкових људи и доноси му вести о скривеном плану да уништи Ренџер и Сунчев систем. Ко га може зауставити? Кварк је заслепљен сопственим егом, тако да милиони живота зависе од смотаног Ломбакса Рачета и његовог верног метал пријатеља Кланка.

## Улоге
| Лик                | Оригинални глас   | Српски глас       |
| ------------------ | ----------------- | ----------------- |
| Рачет              | Џејмс Арнолд      | Урош Јовчић       |
| Кланк              | Дејвид Кеј        | Марко Маринковић  |
| Коперник Кварк     | Џим Ворд          | Стефан Бундало    |
| Нефаријус          | Армин Шимерман    | Томаш Сарић       |
| Алонзо Дрек        | Пол Џијамати      | Бојана Стефановић |
| Грим               | Џон Гудман        | Јована Стипић     |
| Кора Вералук       | Бела Торн         | Марко Марковић    |
| Еларис             | Росарио Досон     | Марко Гверо       |
| Виктор Вон Јон     | Силвестер Сталоне | Милан Пајић       |
| Брак Лектрус       | Винсент Тонг      |                   |
| Зед                | Ендру Каунден     |                   |
| Брода              | Дон Бригс         |                   |
| Бларг              | Ијан Џејмс Корлет |                   |
| Брајан Добсон      | Далас Вонамејкер  |                   |
| Брајан Драмонд     | Мр. Зуркон        |                   |
| Кол Хауард         | Стенли            |                   |
| Алесандро Џулијани | Солана Трупер     |                   |
| Ребека Шојчет      | Стенлијева мама   |                   |
| Табита Сен Жермен  | Хуанита Алваро    |                   |
| Бред Свејл         | Оли               |                   |
| Ли Токар           | Микрон            |                   |